# Pak Tai
Pak Tai (北 帝; pinyin: běidì), também chamado de Un Tin Seong Tai (玄天 上帝, Imperador Supremo do Céu do Norte ou Imperador Supremo do Céu Misterioso), é um deus taoísta do Norte. Muitos chineses comemoram seu aniversário em 21 de abril.

## Antecedentes
Pak Tai, era um príncipe da dinastia Shang. Durante a queda da dinastia Shang, o Rei Demônio devastou o mundo. O Senhor Universal do Princípio Primordial (também conhecido como Yuanshi Tianzun ou Un Chi Tin Chun, 元始 天尊), então, ordenou ao Imperador de Jade que nomeasse Pak Tai como o comandante de doze legiões celestiais para combater o mal. Pak Tai derrotou o Rei Demônio e lhe foi concedido posteriormente, o título de Imperador Supremo do Céu Misterioso. Nos templos Pak Tai, a tartaruga de bronze e a serpente sob os pés da imagem de Pak Tai significa que o bem sempre prevalece sobre o mal.